# Паркер Тайлер
Га́ррісон Па́ркер Та́йлер, або Паркер Тайлер (англ. Parker Tyler, нар.6 березня 1904, Новий Орлеан — червень 1974 року, Нью-Йорк) — американський поет-сюрреаліст, письменник та кінокритик. Праці Тайлера стали популярними та деякі з них були перевидані після того, як Гор Відал декілька разів згадав його ім'я на сторінках роману «Майра Брекенрідж» (1968).

## Життєпис
Гаррісон Паркер Тайлер народився в Новому Орлеані, а коли йому виповнилося двадцять років, переїхав до Нью-Йорку, де писав вірші та заробляв на життя написанням рецензій. Своїми літературними вчителями вважав Езру Паунда, Едварда Естлінга Куммінгза, Маріанну Мур та Стефана Малларме. У 1931 році разом Тайлер разом із Чальзом Генрі Фордом написав новелу «Юний та злий», яку було опубліковано у Парижі в 1933 році. Цю книгу, де було зображено гомосексуальну спільноту Гринвіч-Віллидж, було заборонено у США та Великій Британії. У 1940-х роках Тайлер та Форд створили сюрреалістський журнал «View».

У 1945 році Тайлер познайомився з Чарльзом Бултенгаусом (1926—1994), який переїхав до Нью-Йорку, щоб вступити до Колумбійського університету. Бултенгаус став супутником життя Тайлера, а згодом почав знімати андеграундні фільми у жанрі «поетичного кіно», вони прожили разом у квартирі на Чарльз-Стріт до смерті Тайлера у 1974 році. До кола їхніх близьких знайомих входили режисери Стен Брекідж, Майя Дерен, Віллард Маас, Йонас Мекас, художник Павло Челіщев та інші.

Праці та папери Тайлера та Бултенгауса зберігаються в архіві Публічної бібліотеки Нью-Йорку.

## Творчість
У 1940 році Тайлер почав писати рецензії на фільми та став одним із перших дослідників, хто приділив увагу голлівудському комерційному кіно. Загалом дев'ять книг Тайлера було присвячено кіно: «Голлівудська галюцинація» (1944), «Магія та міф фільмів» (1947), «Чарлі Чаплін — останній серед клоунів» (1948), «Три обличчя фільму» (1960), «Класика іноземного кіно» (1962), «Секс, Псюхе, Etc. в фільмі» (1969), «Андеграундне кіно: критична історія» (1970), «Фільмувати статі: гомосексуальність у фільмах» (1972), «Тінь аероплана видирається на Емпайр Стейт Билдінг: світова теорія кіно» (1972). Публікувався у журналах «Partisan Review», «Sight and Sound», «Film Culture» (де, зокрема, писав про експериментальне та андеграундне кіно), «Evergreen Review».

Було опубліковано п'ять збірок віршів Тайлера, серед яких і сюрреалістська поема «Гранітовий метелик», а також його праці про Ван Гога, Ренуара, Карла Пікгардта та біографія «Божественна комедія Павла Челіщева» (1967).

Вже в своїх перших працях Тайлер, спираючись на символістську антропологію Джеймса Фрейзера та психоаналітичну концепцію динамічного несвідомого, практикує симптоматичне прочитання фільмів. Героєм книги про Чарлі Чапліна стає архитипічний клоун з «нарцисістськими та шизофренічними тенденціями». У критичному розгляді «Громадянина Кейна» та інших працях Тайлер поставив деякі питання, які стали центральними для кінокритики у 1970-х роках, зокрема проблематику «закону» та «бажання», а також розгляд поняття «голосу» у фільмах та теза про те, що єдиною цінністю від прочитання фільму стає задоволення критика від розгадування шаради, коли «єдиною "виграшною" стає не правильна відповідь, а розважливо релевантна, в якій криється певний натяк: відповідь, що веде до цікавих спекуляцій з приводу суспільства, про одвічну глибоку та типово серйозно-кумедну здатність людства обманювати саме себе».